# Angsjön (naturreservat)
Angsjön är ett naturreservat i Karlskoga kommun i Örebro län.
Området är naturskyddat sedan 2017 och är 176 hektar stort. Reservatet omfattar Angsjön och kringliggande skog och myrmarker med myrholmar.